# チャイナガール (漫画)
『チャイナガール』は、シナリオ：花形怜、漫画：青山景による日本の漫画作品。『ビッグコミックスペリオール』（小学館）にて、2009年3号から11号まで連載された。全9話。単行本は小学館（ビッグコミックス）から、全1巻で刊行された。
花形の原作が先に存在しており、当初、作画にはTAGROが打診されていたが、最終的に青山の作画で連載されている。

## ストーリー
主人公の上條は超エリートの会社員でルックスも最高。その上條が、家の前にある古い中華料理店の女性店員・徐香蘭に惚れた。上條は世界の女性の人口30億人のうち、たった一人の運命の女を彼女と見定める。上條と徐香蘭、そしてその周囲を加えてラブストーリーが展開される。

## 主な登場人物
上條（かみじょう）
本作の主人公。仕事もできてルックスも良いエリートの会社員。世界の30億分の1の運命の女と恋に落ちることを目標にしている。
徐香蘭（しゅー しゃんらん）
上條の家の前にある中華料理店の店員。中国人。
山科和香（やましな わか）
上條の会社の女性部下。上條に好意を寄せている。
有田（ありた）
上條の会社の後輩。お調子者だが上條の良き理解者でもある。

## 単行本
- 青山景/漫画、花形怜/シナリオ 『チャイナガール』 小学館（ビッグコミックス）、全1巻
  1. 2009年8月4日発行、ISBN 978-4-09-182573-5